# 사격 주어
사격 주어(斜格主語, quirky subject, oblique subject)는 일종의 동사의 주어가 주격·호격 이외의 격(사격)을 주어로 취한다고 규정되는 것에 의한 언어현상이다.
이를테면, 표준적인 영어에서 주어는 일반적으로 주격이기 때문에 Me like him과 같은 문장은 비문이다. 많은, 혹은 대부분의 현대 주격-대격형 언어에서는 이 규칙이 고정되어 있으며, 주어는 주격이 된다. 그리고 거의 모든 주격-대격형 언어가 모든 동사를 같이 취급한다. 아이슬란드어는 예외적으로 많은 사격 주어를 가진 현대 인구어로 알려져 있다. 이를테면, Mig (me) vantar (needs) penna (a pen-accusative). (나(대격)는 펜( 대격 주어)이 필요하다) 따위. 동사는 늘 3인칭꼴이다.
고대 스웨덴어에도 사격 주어가 있었다. 스웨덴어의 동사는 15세기 무렵, 즉 현대 스웨덴어가 시작되었을 무렵에 동사는 주어의 인칭과 일치해야만 했다. 스웨덴어에서 모든 주어와 동사의 일치는 구어에서는 17세기에 이르러서 사라져갔지만, 수의 일치는 늦게는 20세기에도 문어에 남아 있었다. 사격 주어는 서게르만어군(고대 영어, 중세 영어 포함), 로망스어군, 슬라브어파에 걸쳐서 그다지 보이지 않는 것이기도 하다.
핀란드어에는 속격 주어가 존재한다. Minun(I-Sg.Gen) täytyy(have to, should. must) tehdä(do) tämä(this-Nom) nyt(now). (나(속격)는 지금 그것(주격)을 해야 한다.)로 보이는 täytyä는 속격 주어 + 3인칭 동사의 꼴이다. 그 외 pitää, tulla, olla 따위의 동사와 부정법이나 수동 현재분사에서 täytyä처럼 의무를 나타내는 구문이 존재한다.
많은 언어학자, 특히 인지언어학의 여러 학파의 언어학자들은, 「quirky subject(변덕스러운 주어)라는 용어는 사용하지 않음」은 그 용어는 주격-대격형 언어에 편향되어 있기 때문이다. "quirky subject"는 절의 조건에 의해 의미가 붙여진다. 이를테면, 여격 주어는 많은 언어에서 지각적, 인지적, 경험적인 상태를 나타내는 술어에 대응한다. 일부 언어유형론에서 활격언어가 되는 경우의 영향의 증거로 볼 수 있다.

## 관련 문헌
Fanselow, Gisbert (2002). "Quirky 'subjects' and other specifiers"
Retrieved from "[:en]
. in Dieter Wunderlich; Ingrid Kaufmann; Barbara Stiebels. More Than Words: A Festschrift for Dieter Wunderlich. Berlin: Akademie Verlag. pp. 227–250. ISBN 3050037598.

## 같이 보기
- 능격과 절대격
- 화제 · 초점 · 주제중심언어